# Scorpaenichthys marmoratus
Scorpaenichthys marmoratus is een soort donderpad uit de gelijknamige familie. Het is de enige soort uit het geslacht  Scorpaenichthys (monotypisch geslacht). Deze zeedonderpad komt voor aan de kusten van de Stille Oceaan bij Noord-Amerika van zuidoost Alaska tot noordelijk Mexico waar hij leeft op een diepte tot 200 m op rotsige en zandige zeebodems die met wieren (kelp) zijn begroeid.
De Spaanse en Amerikaanse naam is Cabezone (Cabezón met een grote kop,  ook gebruikt als scheldwoord, zoiets als stijfkop). Het is de grootste uit de familie van de donderpadden die maximaal een lengte van 99 cm en een gewicht van 14 kg kan bereiken.